# Авока (Пенсилванија)
Авока (енгл. Avoca) град је у америчкој савезној држави Пенсилванија.

## Демографија
По попису из 2010. године број становника је 2.661, што је 190 (-6,7%) становника мање него 2000. године.
| Група             | 2000.         | 2010.         |
| Белци             | 2.830 (99,3%) | 2.579 (96,9%) |
| Афроамериканци    | 4 (0,1%)      | 19 (0,7%)     |
| Азијати           | 4 (0,1%)      | 9 (0,3%)      |
| Хиспаноамериканци | 3 (0,1%)      | 47 (1,8%)     |
| Укупно            | 2.851         | 2.661         |